# 멋쟁이 낸시 클랜시
멋쟁이 낸시 클랜시(Fancy Nancy)는 프랑스으로 배경을 한 CGI 텔레비전 애니메이션이며 2018년 7월 13일부터 디즈니주니어에서 첫방송이 되었다 2005년 출간이 된 제인 오'코너(Jane O'Connor)와 로빈 프레이스 글래셔(Robin Priss Glasser)의 책인 팬시 낸시(Fancy Nancy)를 원작으로 한다. 애니메이션 제작겸 감독인에 앤 스미스가 제작을 하였다. 《리틀 프린세스 소피아》, 《아발로 왕국의 엘레나》의 감독 겸 책임프로듀서인 제이미 미첼가 맡았다. 대한민국은 2019년 1월 9일에 첫방송을 하였지만 새로운 에피소드가 2020년 9월 9일에 방영이 되었있다.

## 출연진

### 원본판
- 미아 싱클레어 제니스 - 낸시 클랜시
- 스펜서 모스 - 조조 클랜시
- 앨리슨 해니건 - 클래어 클랜시
- 롭 리글 - 더그 클랜시
- 크리스틴 배런스키 - 디바인 부인
- 조지 웬트 - 프랭크 클랜시
- 루비 제이 - 론다/웬다
- 존 래천버거 - 포피
- 마라치 바튼 - 라이오넬
- 레이첼 맥팔레인 - 루시
- 블레이크 무어 - 프레디 제임스
- 다나 히스 - 브리 제임스
- 타티야나 알리 - 제임스 부인
- 칼 펜 - 미스터 싱
- 이언 천 - 조나단
- 샤이 맥브라이드 - 거스
- 달시 린 파마 - 데이시
- 타니아 구나디 - 미스 킴벌리
- 기타배역 - 한나 노드버그

### 한국어판
- 강시현 - 낸시 클랜시
- 장미 - 조조 클랜시, 라이오넬, 론다
- 장은숙 - 클래어 클랜시, 그레이스
- 김현욱 - 더그 클랜시
- 장예나 - 브리 제임스, 완다

## 우리말 연출
- 더빙 스튜디오 : 애드원
- 믹싱 스튜디오 : 애드원
- 번역 :
- 음악 연출 : 박원빈
- 대사 연출 : 박원빈
- 기술 :
- 한국어 제작 : Disney Character Voices International,Inc.
- 기획 : 디즈니채널코리아(유) → 월트디즈니컴퍼니코리아 유한책임회사